# Войтівська сільська рада
Войтівська сільська рада (до 2016 року — Войківська) — орган місцевого самоврядування у Згурівському районі Київської області з адміністративним центром у селі Войтове.

## Загальні відомості
Історична дата утворення: в 1919 році. Водоймища на території, підпорядкованій даній раді: річка Недра.

## Населені пункти
Сільській раді підпорядковані населені пункти:
- с. Войтове
- с. Софіївка

Згідно з даними Всеукраїнського перепису 2001 року населення становить 1327 осіб (Войкове — 1049, Софіївка — 278).

## Склад ради
Рада складається з 16 депутатів та голови.

### Керівний склад ради
| ПІБ                     | Основні відомості                                                               | Дата обрання | Дата звільнення |
| ----------------------- | ------------------------------------------------------------------------------- | ------------ | --------------- |
| Дибка Михайло Федорович | Сільський голова, 1940 року народження, освіта, безпартійний                    | 26.03.2006   | 31.10.2010      |
| Семенць Іван Іванович   | Сільський голова, 1962 року народження, освіта середня спеціальна, безпартійний | 31.10.2010   |                 |

Примітка: таблиця складена за даними джерела